# Pablo Abril de Vivero
Pablo Enrique Germán Abril de Vivero (Lima, 28 de octubre de 1894-Montecarlo, 11 de abril de 1987) fue un poeta, escritor y diplomático peruano. Fue además un entusiasta promotor de la literatura y el arte; se le recuerda mayormente por su gran amistad con el poeta César Vallejo, con quien mantuvo correspondencia durante las estancias de ambos en Europa.

## Biografía
Fue hijo de Carlos Abril y Borgoño y de Amalia de Vivero y Merino. Hermano mayor del poeta Xavier Abril y padre del pintor Francisco Abril de Vivero.  
Culminados sus estudios escolares, trabajó en la administración pública. Sucesivamente fue amanuense en las subprefecturas de Chancay y Huarochirí (1912), y en el Ministerio de Justicia (1913-1915).
Durante el segundo gobierno de José Pardo fue secretario del prefecto de Moquegua (1915) y de los ministros de Gobierno (1916-1917) y de Guerra (1918). Al mismo tiempo estudió en las Facultades de Letras, Ciencias Políticas y Administrativas, y Jurisprudencia de la Universidad Nacional Mayor de San Marcos.
Perteneció fugazmente al grupo Colónida encabezado por el escritor Abraham Valdelomar y colaboró en la revista del mismo nombre. Publicó algunos poemas en Suramérica (el semanario dirigido por el periodista y agente diplomático consular Carlos Pérez-Cánepa),[cita requerida] así como un grupo de poemas en la antología de Colónida titulada Las voces múltiples (1916). Por entonces ganó el primer premio en un concurso de madrigales auspiciado por la revista Lulú en Lima, que le fue entregado el 29 de abril de 1916.
Coincidiendo con el comienzo del Oncenio de Leguía, inició su carrera diplomática, que lo llevó sucesivamente a Buenos Aires (1919-1922), Quito (1922) y Roma (1922-1929). Por esa época, su íntimo amigo, el poeta peruano César Vallejo, que se hallaba en París, le instó a fundar una publicación literaria, La semaine parisienne, que no llegó a concretarse. Se conserva una nutrida correspondencia entre ambos. 
En 1929 fue apartado temporalmente del servicio diplomático. Se estableció en Madrid, donde editó la revista Bolívar (1930-1931), «quincenario cultural hispanoamericano» en el que colaboraron Vallejo, Neruda, Huidobro, entre otros destacados escritores e intelectuales.
De regreso al Perú, fue bibliotecario del Ministerio de Relaciones Exteriores (1935-1937). En 1938 regresó al servicio diplomático, integrando sucesivamente las legaciones acreditadas en Colombia (1938-1941) y en Cuba (1941-1945). Luego fue ministro plenipotenciario en Honduras (1945).
Durante el gobierno de José Luis Bustamante y Rivero fue embajador en Uruguay (1945-1946) y México (1946-1948). Con la restauración democrática bajo el segundo gobierno de Manuel Prado Ugarteche, fue embajador en Bélgica (1957-1958), Venezuela (1959-1961) y Dinamarca-Suecia (1961-1962).
Fue también uno de los miembros que fundaron en 1945 el Instituto Peruano de Investigaciones Genealógicas.[cita requerida]

## Obras literarias
Publicó dos poemarios de entonación modernista: 
- Las alas rotas (Lima, 1917), con prólogo de Alberto Ureta, es una compilación de sus versos juveniles, «a menudo abundantes y demasiados sonoros», a decir de Luis Alberto Sánchez.[7]
- Ausencia (París, 1927), con prólogo de Ramón Pérez de Ayala, reúne los poemas de su segunda juventud.[8]  Fue muy celebrado por César Vallejo en un célebre artículo publicado en la revista limeña Variedades, titulado: «Contra el secreto profesional. A propósito de Pablo Abril de Vivero» (7 de mayo de 1927). Vallejo destacó su estilo conciso.

También publicó poesías satíricas en diarios y revistas, así como ensayos y crónicas.
Se debe mencionar también un volumen de Cartas, compilado por José Manuel Castañón, con la correspondencia entre César Vallejo y Pablo Abril.

## Valoración
Temperamento literariamente romántico, cultivó una poesía madrigalesca, de indudable fondo romántico. Al mismo tiempo, practicó el tono festivo y satírico, en intencionado sonetos, ninguno aparecido impreso ni firmado…

Abril es un poeta fino. Una de sus composiciones típicas es “Elegía ingenua” en la que se reúnen los elementos del neorromanticismo modernista.
Luis Alberto Sánchez

Su poesía alterna reminiscencias modernistas finas y vaporosas con agudas y punzantes composiciones satíricas.
Gregorio Martínez Navarro

Abril de Vivero es un postromántico por los temas que esgrimen sus textos que se insertaron en Las voces múltiples. Diez poemas se le incluyen en esta obra. Destacan sus poemas “Pórtico”, “Madrigal”, “Como sombra ignorada”, “Adoración” y “Elegía ingenua”.  Persiste, sin embargo, en alguno de ellos el sello modernista de inicio.
César Toro Montalvo

## Madrigal
A continuación, un ejemplo de sus celebrados madrigales:

COMO SOMBRA IGNORADA 

No tener un regazo que nos brinde, piadoso,
tras los rudos cansancios del humano fracaso,
la ilusoria certeza de un sereno reposo.
¡No tener un regazo!

No tener una estrella cuyos níveos fulgores
en el alma nos rimen la sonata más bella,
en la noche enlutada de los torvos dolores,
¡No tener una estrella!

No tener un perfume redentor del cautivo
corazón, que en las redes del pesar se consume,
con la amarga nostalgia del recuerdo más vivo,
¡No tener un perfume!

No tener una amada, melancólica y buena,
que nos cante, muy quedo, la canción ya olvidada
del amor, y que sepa suavizar nuestra pena...
¡No tener una amada!

Y estar lejos, muy lejos del edén florecido;
y seguir siendo triste, soñador, dolorido,
y pasar por la vida como sombra ignorada,
sin tener para el alma que triunfó del olvido,
¡ni regazo, ni estrella, ni perfume, ni amada!...